# Александровские ворота (Санкт-Петербург)
Алекса́ндровские воро́та — бывшие ворота Охтинского порохового завода в Санкт-Петербурге. Построены по проекту Фёдора Ивановича Демерцова в 1806 году. Памятник архитектуры классицизма. Расположены на берегу реки Охта, в восточной части Большого Ильинского сада, недалеко от Охтинской плотины.
В 2020—2022 годы сильно обветшавшие ворота были реконструированы. Их верхняя часть была построена заново с восстановлением изначального вида, фасад также сохранил свой исторический вид, а задняя часть увеличилась за счёт боковых помещений.

## История и описание
Александровские ворота входят в ансамбль Охтинского порохового завода, основанного в 1715 году. Под его территорию отвели 100 десятин земли, к 1716 было завершено строительство нескольких корпусов и плотины. В 1720-м провели землеотвод, а в 1724-м на территории завода началось строительство церкви во имя Пророка Ильи. Вокруг завода разрастались слободы, было основано Пороховое кладбище. Главное здание и плотину перестраивали в 1739 и 1780-е годы, к концу XVIII века основные корпуса были возведены в камне. К югу от главной плотины были возведены деревянные Георгиевские ворота. Позднее к западу от плотины, на северной стороне Охты, появились вторые ворота, также сложенные из дерева.
15 апреля 1803 года на заводе произошёл мощный взрыв пороха, разрушивший множество производственных и жилых корпусов и повредивший каменную церковь Святого Ильи и деревянную церковь Св. Великомученика Георгия Победоносца на Пороховском кладбище. Возглавить работы по восстановлению пригласили архитектора Фёдора Ивановича Демерцова. Он спроектировал принципиально новую схему завода, разместив все взрывоопасные фабрики по краям территории на максимальном удалении друг от друга. Производство пороха восстановили в 1805 году, окончательно ремонт на заводе завершился только в 1807.
В 1803—1805 годах новые каменные ворота и гауптвахта были построены с северной стороны Охты западнее плотины. Мемориальное сооружение предназначалось как памятник погибшим при взрыве рабочим и одновременно было триумфальным символом возрождения завода. Функционально ворота являлись проходной для высокопоставленных посетителей, носивших золотые погоны. В честь этого первое время ворота назывались Золотопогонными. Исследователи считают, что название «Александровские» было дано позднее и могло быть связано с визитами как Александра I, так и Александра II. Внешне ворота представляли собой арочный пролёт с полуциркульным завершением, опирающийся на две кордегардии. Юго-западный фасад украшали сдвоенные колонны тосканского ордера. Второй ярус представляла собой башня-колокольня. Удары колокола возвещали начало и окончание рабочих смен.
После Второй мировой войны был засыпан канал, на берегу которого стояли ворота, к 1967-му были утрачены двери, перекрытие колокольни, частично исчезли оконные заполнения и отделка фасадов. По результатам обследования Специальными научно-реставрационными производственными мастерскими Главного архитектурно-планировочного Управления Ленгорисполкома был создан проект реставрации, реализованный в 1968—1969 годах. В 1994 году был подготовлен ещё один проект реставрации как часть приспособления под современные нужды парка Ильинской слободы, однако он осуществлён не был.

## Современность
В 2001 году Александровские ворота были включены в список выявленных объектов культурного наследия, а в 2016 году получили статус памятника культуры регионального значения. Поскольку последняя реставрация проходила только в 1969-м, к 2017 году ворота находились в полуразрушенном состоянии. В 2010 году открытые проёмы боковых помещений заложили кирпичной кладкой.
В 2019 году памятник был передан ОАО «Научно-исследовательский институт химических волокон и композиционных материалов (с экспериментальным заводом)» по программе КГИОП «Рубль за метр», которая подразумевает восстановление памятников культурного наследия за счёт арендатора при условии проведения согласованной городом реставрации. По словам Игоря Водопьянова, управляющего партнера группы «Теорема», в которую входит «Химволокно», взять обязательства по аренде и восстановлению памятника ему пришлось после настойчивых убеждений председателя КГИОП Сергея Макарова и главы Красногвардейского района Евгения Разумишкина, хотя когда в начале 2010-х он пытался получить в аренду ворота как часть «Пластполимера», ему несколько раз отказывали. В 2020-м девелопер разобрал верхнюю часть ворот — башню звона, утверждая, что аварийное состояние здания не дало другой возможности для его восстановления, а все работы были согласованы с КГИОП. Ведомство выпустил официальное заявление, что разрешения на работы не давал и проект не согласовывали. Ситуацию взял на контроль Следственный Комитет, было возбуждено уголовное дело, арендатору было выдано предписание об остановке работ. Водопьянов настаивает, что при полноценном разбирательстве было бы потрачено четыре месяца тёплого времени года, в которое можно вести реставрационные работы, а при должном анализе состояния памятника КГИОП всё равно согласовал бы работы по демонтажу.
В августе 2022 года восстановление Александровских ворот завершилось. При реконструкции в арку ворот были добавлены двери.

## Галерея

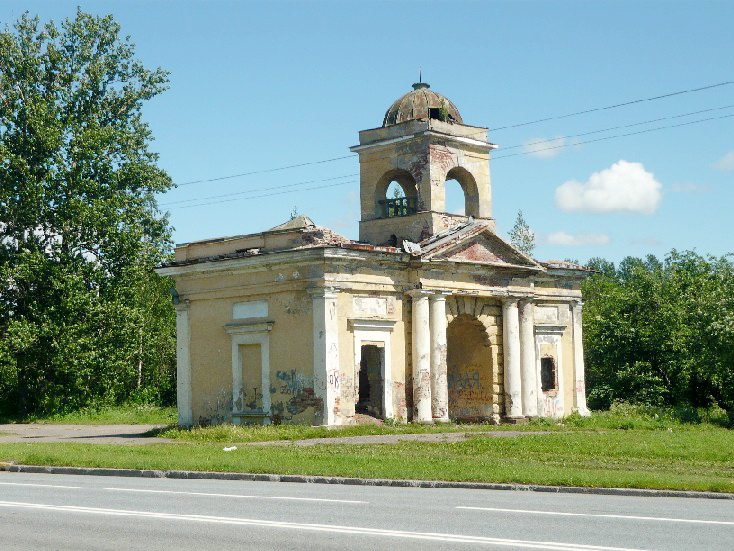
Ворота в 2010 году
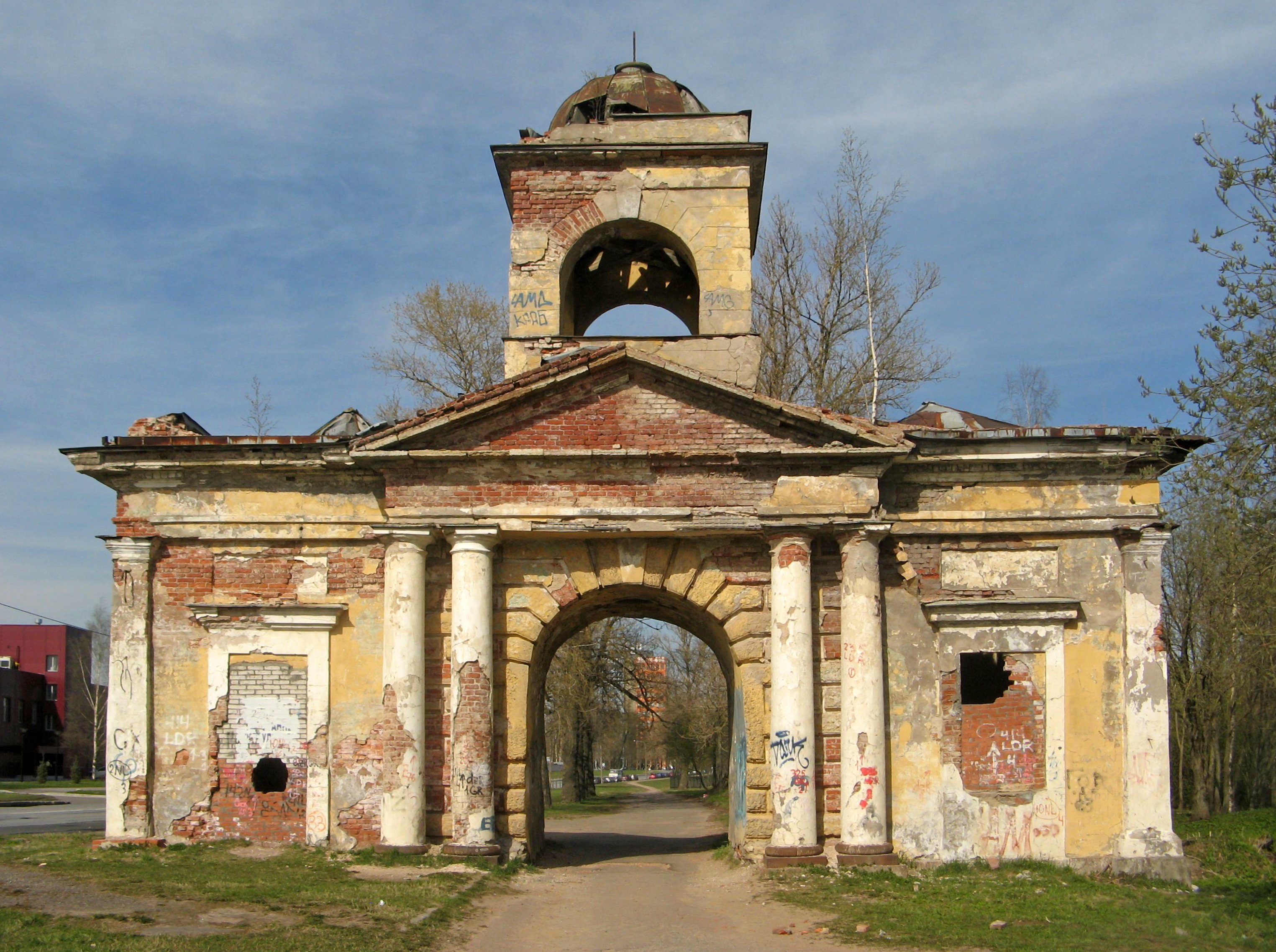
Вид на фасадую часть, 2017 год
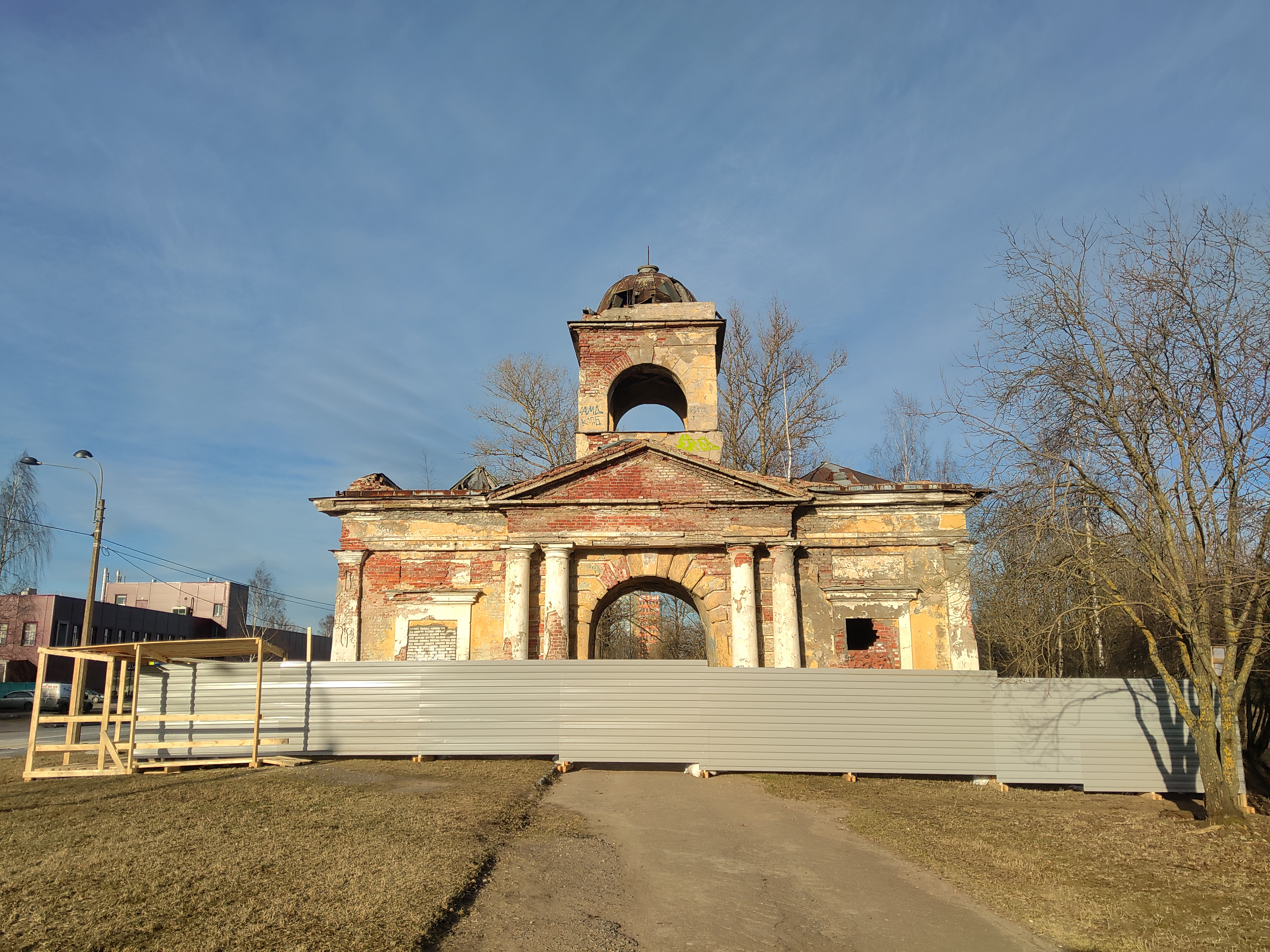
Начало работ по демонтажу
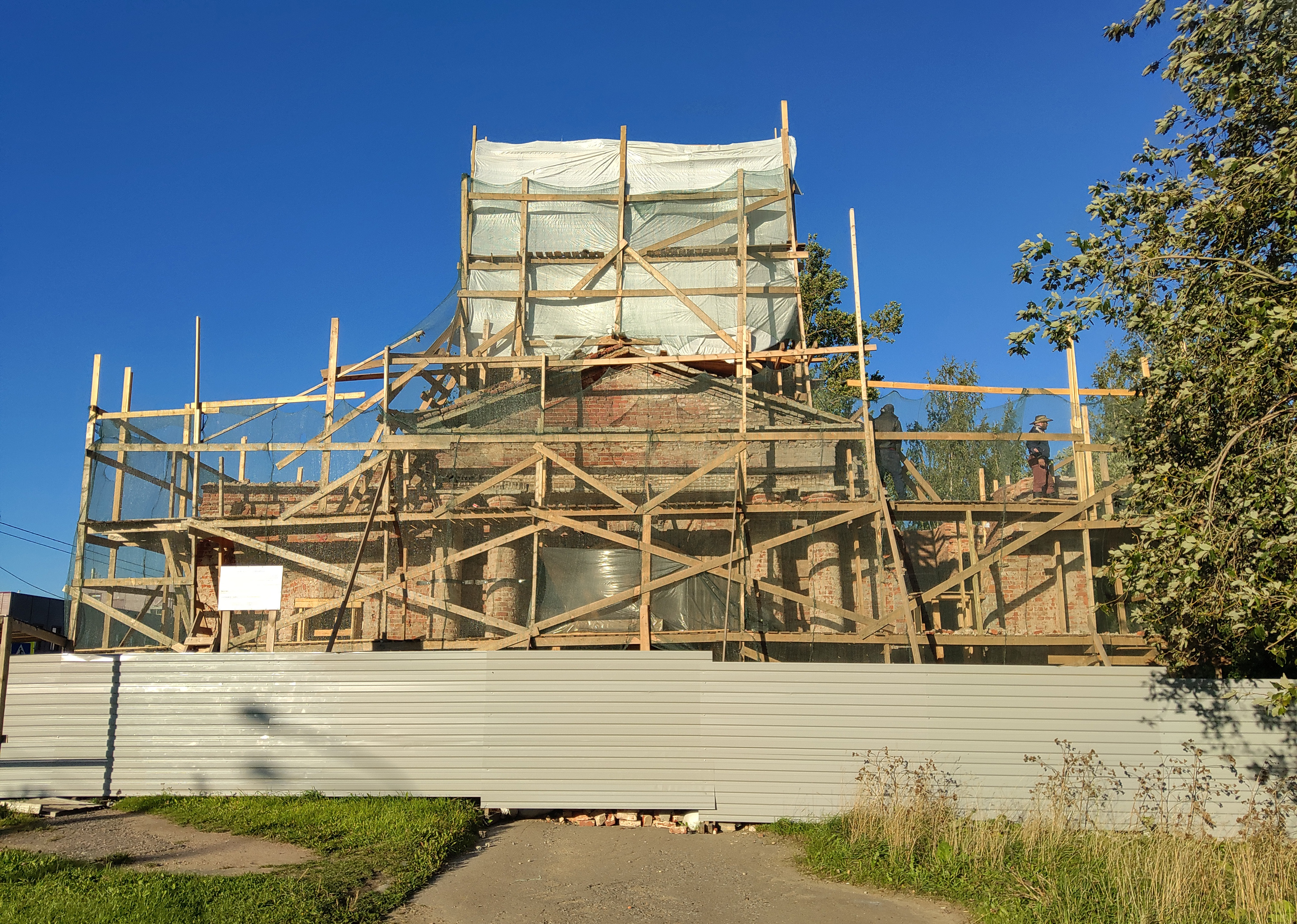
Демонтаж
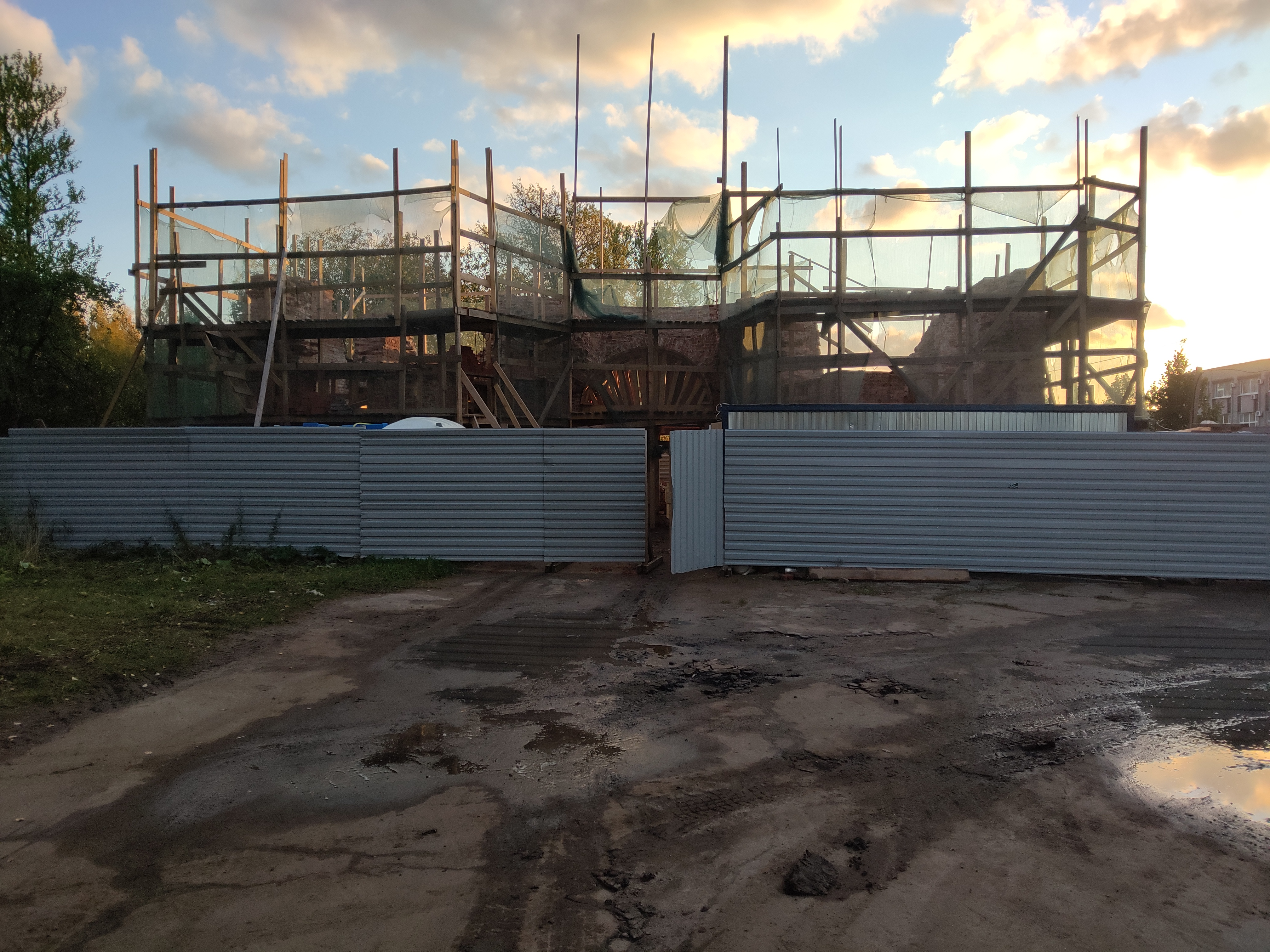
Октябрь 2020 года
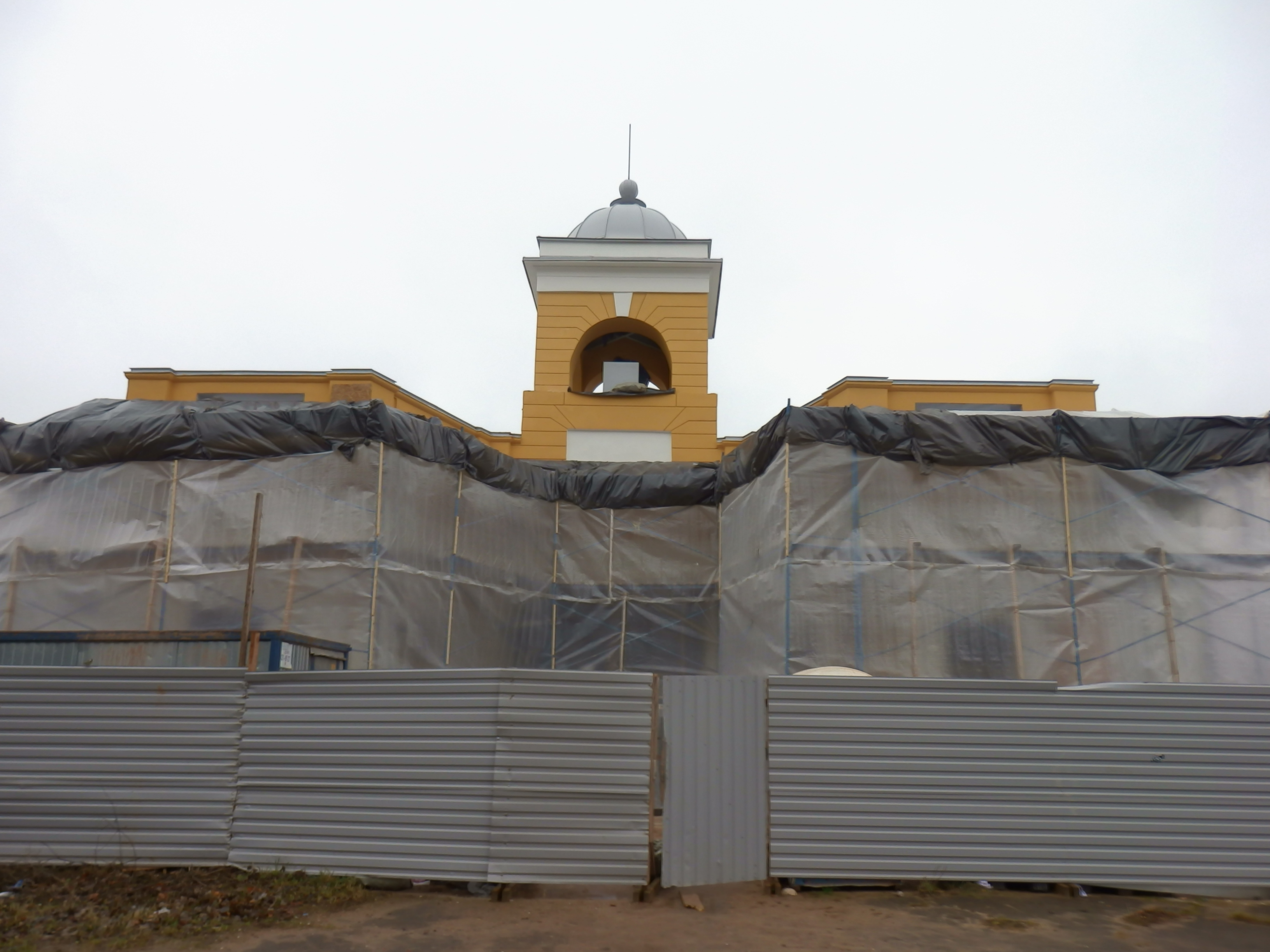
Конец реставрации. Ноябрь 2021
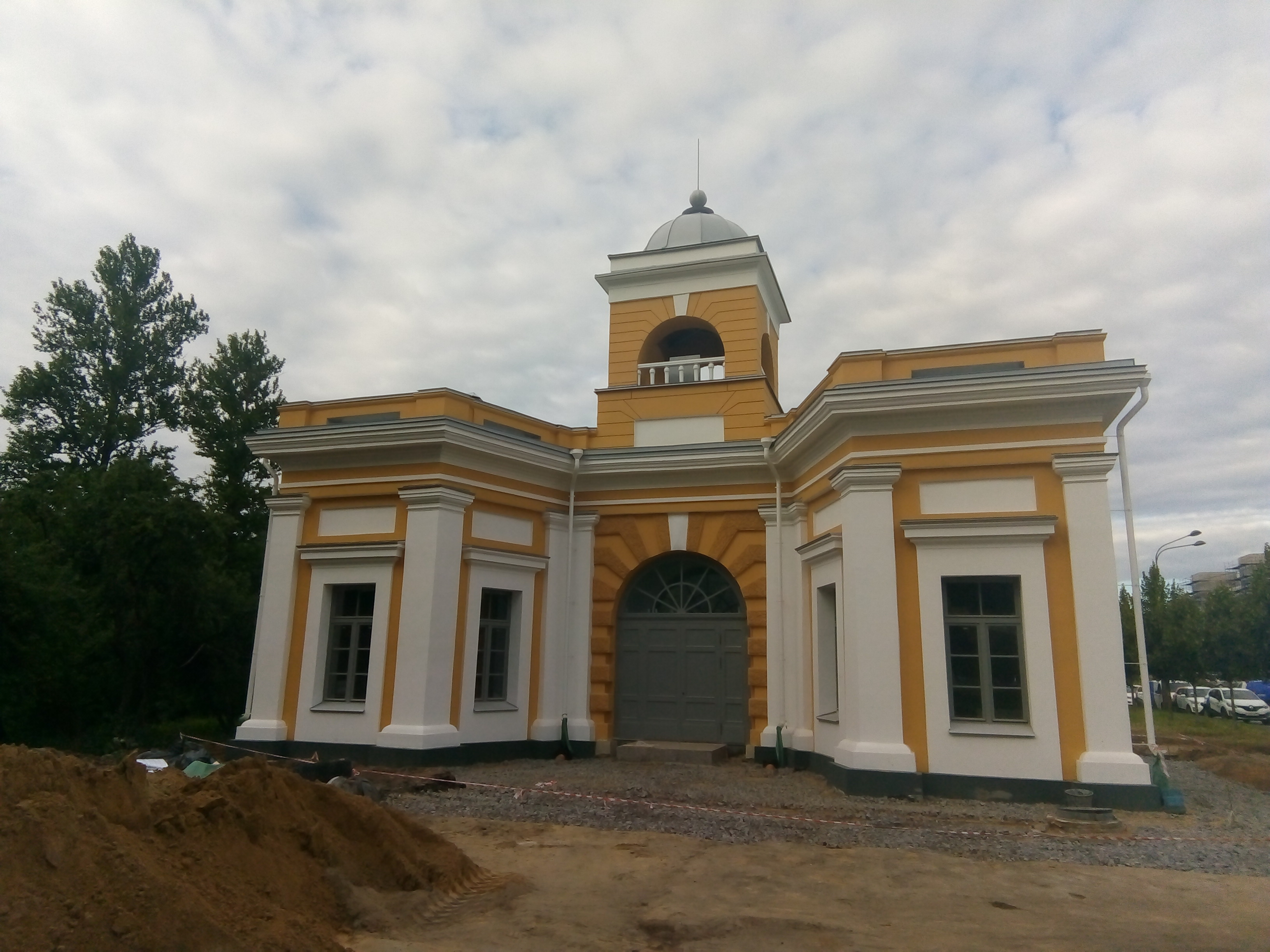
Вид с обратной стороны, 2022 год